# Max boxeur par amour
Max boxeur par amour è un cortometraggio del 1912 diretto da Max Linder.

## Trama
In questo cortometraggio Linder fa l'arbitro in un incontro di pugilato, ma alla fine viene preso a pugni.